# 에게 미술

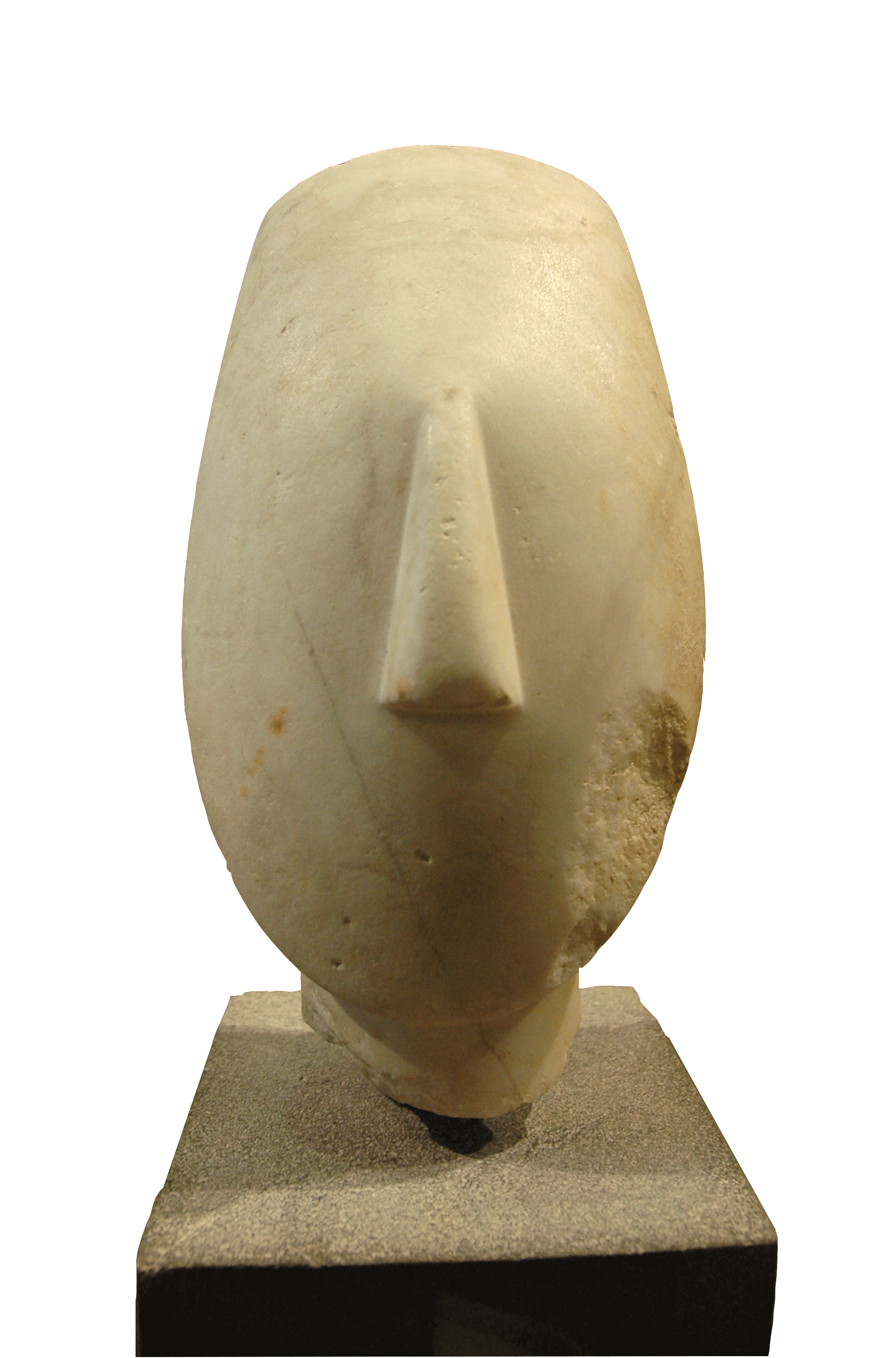
2004년 아테네 올림픽 개막식의 소재로도 쓰였던 키클라데스 제도의 두상. 초기 키클라데스 제2시대 (기원전 2700년~기원전 2300년)의 것이다.

에게 미술 (기원전 2800~1100년)은 고대 그리스 미술 이전의 청동기 시대, 즉 기원전 11세기까지의 에게해 일대의 섬 지역과 본토에서 발달한 미술을 말한다. 오늘날 그리스에서 주로 발견되기 때문에 그리스 청동기 미술이라고도 불리지만, 이 표현은 미케네 문명의 미술에 한정된 것이 아니라, 시간이 지나면서 융합된 키클라데스 문명과 미노스 문명의 미술도 아우른다는 점에서 차이가 있다.
키클라데스 미술은 단순한 형태의 흰색 대리석 조각상, 미노스 미술은 프레스코화와 황소 벽화, 정교한 도자기와 보석이 발굴된 궁전 유적, 미케네 미술은 호화로운 금세공품, 전투화, 대규모 성채와 무덤으로 유명하다. 이들 세 미술은 서로 다른 문화가 반영되어 상당한 차이를 보인다. 이 때문에 미술사학계에서는 '에게 미술'이라는 표현이 문화적, 미술적 통일성에 근거했다기보다는 단순히 지리적 인접성에 따라 붙여진 명칭이기에 부적절하다고 보는 견해도 있다. 또 일각에서는 기원전 1700년경부터 이들 지역을 제외한 다른 지역에서는 미노스 미술로 통일되는 흐름을 보이며, 이러한 수많은 공동체들이 교역을 통해 들여온 것인지, 아니면 현지에서 제작한 것인지는 밝혀내기 어렵다는 시각을 제시한다.
기원전 2800년경부터 시작되어 기원전 1100년경까지 이어진 청동기 시대의 에게 문화는 당대 이집트 문명이나 메소포타미아 문명과 교역하면서 문화 교류도 함께 이뤄졌음에도 그에 얽매이지 않고 고유의 독특한 양식을 발전시켜 나갔다. 그리스 청동기 문명이 붕괴하면서 찾아온 그리스 암흑기에 접어들면서부터는 작품 제작의 빈도가 급격히 줄어들었으며, 기원전 1050년경에 이르러서야 선기하학 도기 양식이 등장하면서 비로소 활발해졌는데 이 시점부터 '고대 그리스 미술'의 제1단계로 구분하는 것이 전통적인 해석이다.

## 미노스 미술

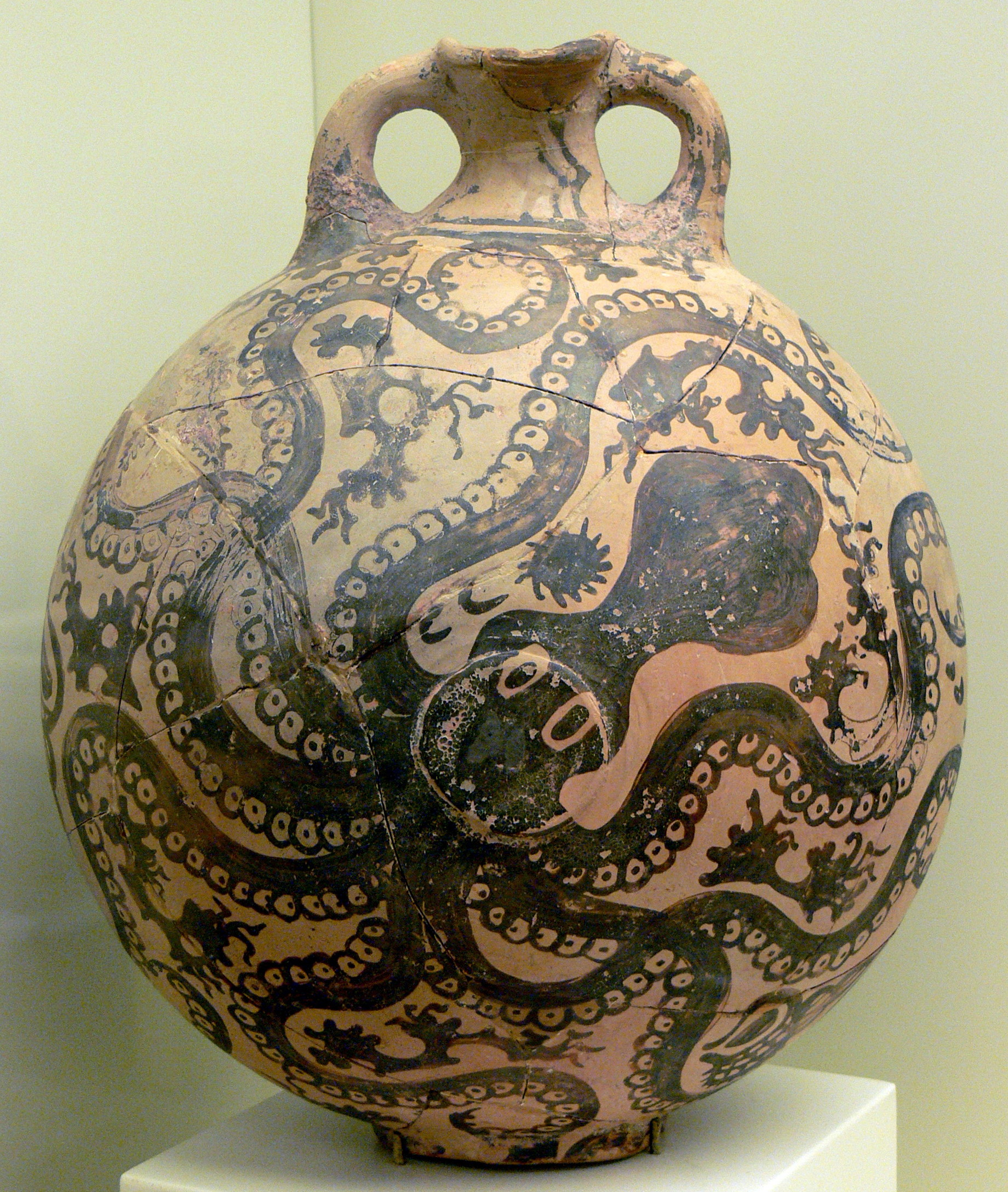
문어가 그려진 미노스 도기의 '해양 양식'. 기원전 1500년~1450년경.

미노스 문명은 에게해 남부 크레타섬의 문명으로, 그 연대는 기원전 3650년경~기원전 1170년경에 해당된다. 후대에 이르러 지진 등 자연재해와 외부의 침략으로 쇠락해져 가다가 결국 미케네 문명의 지배를 받았다. 미노스 미술은 우아하고 생동감 넘치는 표현이 특징이다.
미노스 문명은 크노소스, 파이스토스, 말리아 등의 대형 궁전을 여러 개 건설하였다. 이들은 기원전 1700년경에 파괴되었다가 재건되었으며, 기원전 1500년경에 다시 한번 일부분 파괴와 재건을 겪었다. 이들 궁전은 미노스 문명의 건축을 알 수 있는 주요 사례로서, 특히 미노스 궁전이라 불리는 크노소스 궁전은 세 궁전 가운데 가장 정교하고 장대한 궁전으로 유명하며, 넓은 부지에 수많은 방을 둔 것이 특징이다. 크노소스 궁전은 발굴조사와 부분 복원을 거쳤다.
미노스 건축은 기본 구조물에 개방적인 분위기를 더하기 위하여 수많은 현관과 계단, 창고, 작업장, 환기구 등을 단 것이 특징이다. 내부 객실은 천장이 낮고 작은 규모인 것이 보통이지만 벽화는 꽉 채워 장식하였다. 미노스 궁전의 기둥은 목재를 사용하였으나 오늘날 현존하진 않으며 회화와 조각으로 알 수 있다. 미노스의 궁전은 왕족의 거처 뿐만 아니라 행정의 중심지이자 상업활동의 중심지를 겸했다.
미노스 도기는 그 연대가 기원전 2000년~1700년으로 거슬러 올라가며, 완벽한 기술력과 역동적인 소용돌이 장식으로 정의되며, 이를 통해 자연스러우면서도 규칙적인 움직임을 띈 예술성이 특징이다. 미너스의 벽화와 부조는 자연의 한 장면을 묘사한 것이 대부분으로, 무성한 초목 속의 동물이나 새, 해양생물을 그렸으며 특히 해양생물을 주로 다룬 경향이 있다. 대다수 그림체는 평면적인 형태에 단색 배경을 두고 실루엣이 그려져 있는 모습이다. 이 시대에는 마치 무중력 상태에 있는 것처럼 떠다니거나 흔들리는 모습으로 대상을 묘사한 것이 특징이었다. 인체는 남녀 모두 날씬한 허리와 탄탄한 체형을 지닌 것으로 그려졌으며 여자의 피부색을 좀 더 밝게 하였을 뿐이었다.

## 키클라데스 미술

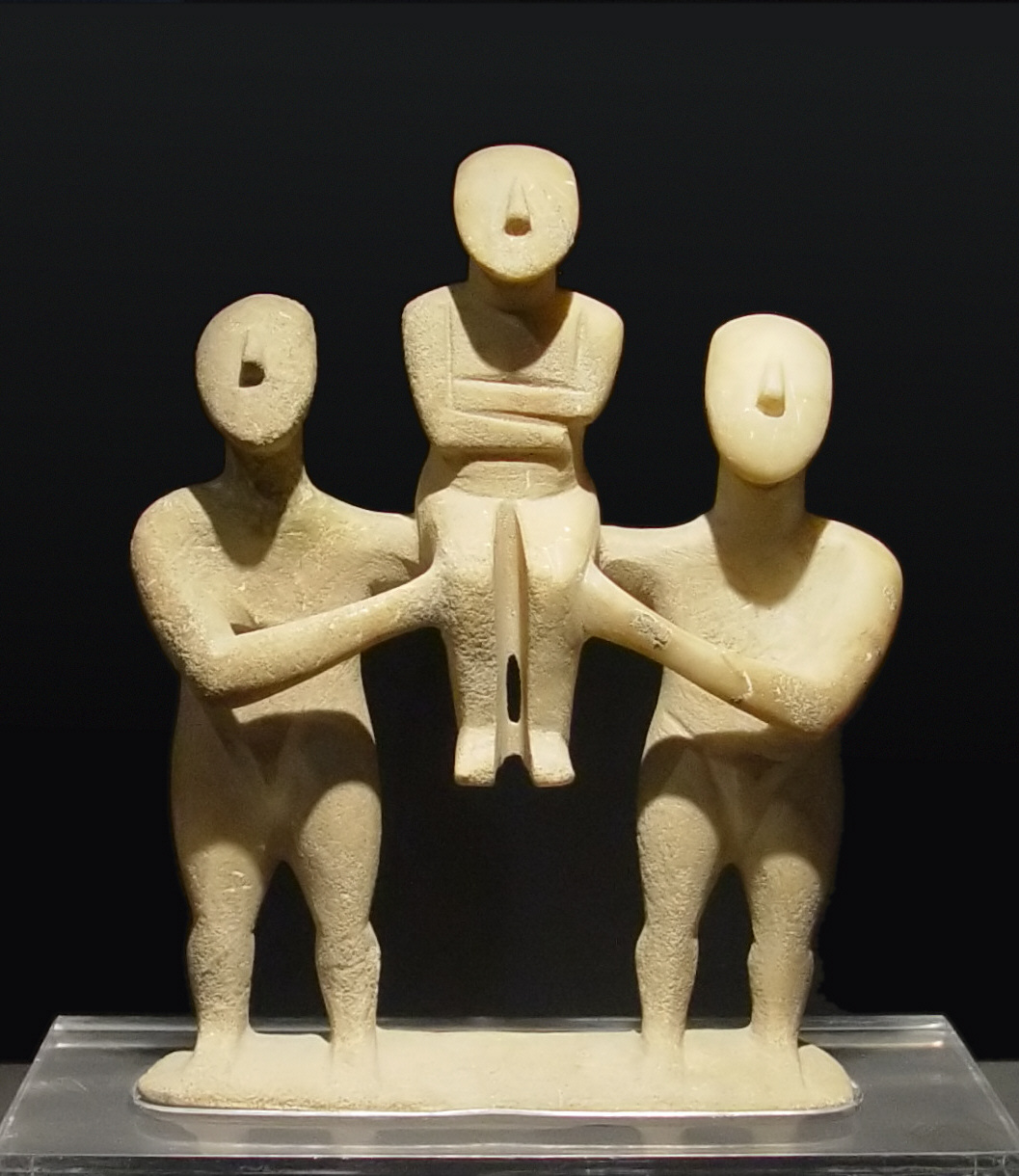
키클라데스 삼인상. 초기 스페도스 양식, 케로스-시로스 문화 (EC II)

키클라데스 미술은 기원전 3000년 전부터 기원전 1100년까지 키클라데스 문명에서 꽃피운 미술을 말하며, 그리스 도서지역의 신석기 시대 말기부터 청동기 시대 전반에 해당되는 시기이다. 키클라데스 미술의 가장 유명한 예시는 독특한 형태의 대리석 조각상으로, 얼굴에는 코만 묘사되어 있고 가슴에 팔짱을 낀 자세의 누드 여인상이다. 원래는 이 석상 위에 그림을 덧그렸으나 지금은 지워진 상황이다. 현재까지 약 1,400여점 정도가 발견되었는데 이들 중 대다수는 이름모를 무덤에서 유출되어 골동품 시장으로 판매된 것이다.
키클라데스의 여인상은 어머니와 다산의 여신을 나타낸 것으로 추정된다. 그 형태는 몹시 확고한 양식을 유지하고 있으며 다른 지역에서는 찾아볼 수 없는 고유의 양식이다. 아주 편평한 쐐기형 몸체, 기둥형 목, 확실히 튀어나온 코를 제외하면 아무것도 묘사하지 않은 타원형 얼굴 등이 주된 특징이다. 몸체는 미묘한 곡선을 띄고 있는 가운데 무릎과 복부에 살짝 표시가 되어 있다.
키클라데스 도기는 우아한 형태를 띄고 있는 색칠도기로, 주전자 같은 액체를 붓기 위한 용도의 도기가 많으며 주둥이가 솟아 있는 것이 특징이다. 제사용이나 램프용으로 사용됐던 케르노이 (Kernoi)도 있었으며, 동물 형태의 리타 (rhyta), 작은 상자형 도기도 있었다. 직경이 20cm에 달하는 독특한 장식의 프라이팬형 원반도 발견되었는데, 용도는 불확실하지만 오목면을 액체로 채워 거울처럼 썼을 가능성도 제기된다. 키클라데스 도기는 미노스 도기에서 영향받은 부분이 많았으며, 극소수의 초창기 작품 가운데에는 돌로 만들어진 것도 있다.

## 미케네 미술

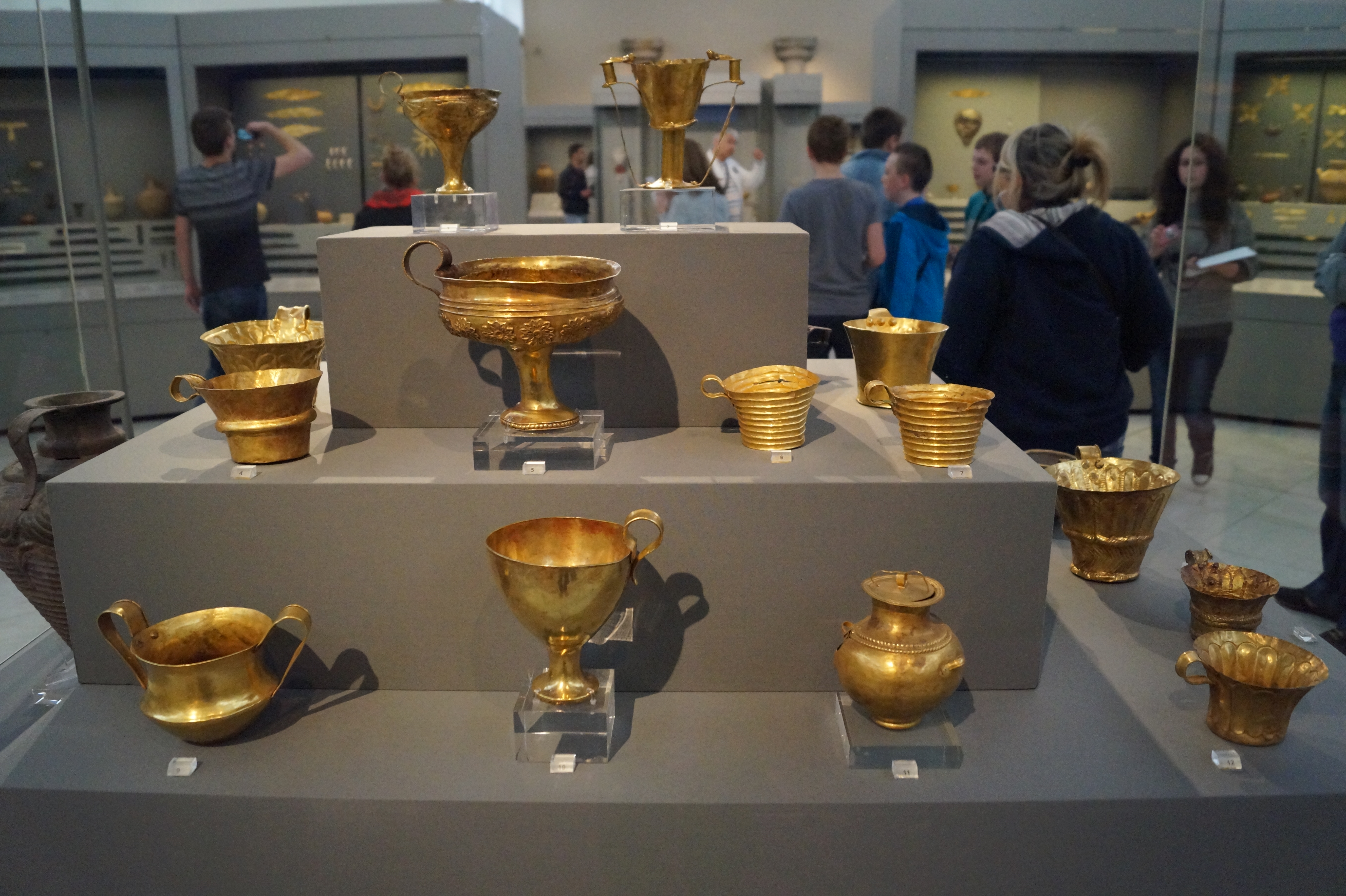
미케네 A고분군 4호와 5호에서 출토된 금잔

미케네 미술은 그리스 청동기 말기에 해당되는 기원전 1600년~기원전 1100년 시기에 가장 두드러졌던 미술이다. 미케네 미술 자체는 기원전 3000년~2000년경부터 그리스 본토의 초창기 민족이었던 미케네인들로부터 이름을 따왔다.
미케네 미술의 여러 유형 가운데 미케네 도기는 현존하는 가장 대표적인 작품으로, 당대 이탈리아의 각 도시로도 수출되었으며, 그 중에서도 대표작인 '전사의 항아리'는 도기 표면에 그려진 그림이 유명하다. 도기를 비롯하여 공예품이나 회화에서는 크레타의 미노스 미술을 따온 것이 많은데, 때로는 수출품의 형태로 전래되었고, 때로는 미케네로 건너온 그리스 각지의 예술가나 조수에 의해 직접적으로 전래되었다.
금공예품을 비롯한 금속공예품의 대표작으로는 아가멤논 마스크, 공성전 은잔, 황소머리 리톤, 네스토르의 금잔 등이 있으며 이들 모두 미케네 A·B고분군에서 출토되었다. 한편 아테네에서 발견되었으나 본래는 크레타에서 제작된 것으로 추정되는 테세우스의 반지도 조그만 표면에 수많은 인물화를 묘사한 정교한 작품으로 유명하며, 이들도 미케네의 A, B고분군에서 다수가 출토되었다. 이러한 공예품들은 그리스 본토와 크레타의 작품을 어떻게 구별할 것인가, 그리고 구별할 수 있다면 그 의미는 어떻게 되는가에 관한 의문을 날카롭게 제시하고 있다는 평가다.
미케네 궁전은 언덕 꼭대기를 지반으로 삼아 큼직한 돌담을 방어벽으로 둘러 조성된 것이 일반적이다. 사자의 문은 미케네 건축의 장식이 어떠했는가를 살펴볼 수 있는 몇 안되는 증거 중 하나이며, 궁전 정문을 지키는 표식으로 사용되었다. 궁전 중앙부에는 메가론 (Megaron)이라는 왕궁 알현실이 있었으며 중앙에 둥근 난로를 두고 기둥 네 개로 지붕을 지탱하는 구조였다. 지붕은 항상 기와를 구워 둘렀다.
미케네 시대의 거대한 조각상이나 기념비는 남아있는 것이 적으며, 주로 궁전이나 무덤 비석의 부조, 특히 미케네 A고분군의 비석이 대표작으로 꼽힌다. 이러한 조각은 부장품으로 쓰였던 금속공예품과 유사한 소재를 채택하였으나 그 솜씨는 다소 조악한 편이다.
미케네의 토우는 비교적 양식을 갖추었는데 이를 프시(ψ)형과 피(Φ)형 토우라고 부르며 수많은 유적에서 발견되고 있다. 이밖에도 금속이나 경석, 상아 등으로 만든 표면에 조각이나 부조, 음각을 새긴 작품들도 있으며, 대표적으로 미케네 본토의 고위층 무덤에서 발견된 필로스 전투 인장이 있는데 마노석의 표면에 정교한 부조를 새겨넣은 것으로 크레타에서 제작된 것으로 추정된다.

## 참고자료
- Hood, Sinclair, The Arts in Prehistoric Greece, 1978, Penguin (Penguin/Yale History of Art), ISBN 0140561420